# Fausto (basquetebolista)
Fausto Sucena Rasga Filho (São Paulo, 12 de abril de 1929 – 30 de julho de 2007), também conhecido simplesmente como Fausto, foi um advogado, radialista, empresário e jogador de basquete brasileiro. Ele competiu no torneio masculino nos Jogos Olímpicos de Verão de 1956.

## Biografia
Nasceu na cidade de São Paulo em 1929. Em 1957, formou-se em direito na Faculdade de Direito da Universidade de São Paulo, do Largo de São Francisco. Foi radialista e apresentou programas na Rádio Tupi, além de atuar como empresário.
No basquete, atuou em clubes como o Ipiranga, Paulistano e Palmeiras, além das seleções paulista e brasileira. Participou dos Jogos Olímpicos de Verão de 1956, onde o Brasil terminou a competição em sexto lugar.